# Óscar Bento Ribas
Óscar Bento Ribas (Luanda, 17 de agosto de 1909 — 19 de junho de 2004) foi um escritor e etnólogo angolano.

## Biografia
Óscar Bento Ribas nasceu a 17 de Agosto de 1909 em Luanda e morreu a 19 de Junho de 2004, filho de pai português, Arnaldo Gonçalves Ribas, e de mãe angolana, Maria da Conceição Bento Faria, viveu também em Novo Redondo, atual Sumbe, Benguela, Ndalantando e Bié.
Cedo nasceu-lhe o bicho da escrita criativa, ainda adolescente, - conforme ele conta ao investigador francês Michel Laban: “Desde muito novo senti em mim o prurido de escrever, mas desde muito novo mesmo, talvez pelos meus catorze anos e depois, comecei a escrever os meus primeiros trabalhos literários considero-os como voos são uns ensaios, uns voos literários um livrinho o primeiro “Nuvens que passam”, uma coisinha pequena, tinha talvez dezoito anos”.
Após ter concluído os estudos primários em Luanda, frequenta então o Seminário e conclui o quinto ano no Liceu Salvador Correia de Luanda. Posteriormente a uma estadia em Portugal, onde frequentou um curso comercial, foi funcionário público na Direção dos Serviços de Fazenda e Contabilidade de Luanda.
“Quando fui para o Liceu Salvador Correia tinha já concluído o segundo ano das cadeiras de francês e inglês, que eram do seminário, aí as lições eram diárias e eram duas horas por dia, fiquei com grandes conhecimentos, eu com o segundo ano do Seminário de francês, sabia tanto como um aluno do sétimo ano de Liceu”.
Em 1923, uma vez concluído o 5º ano, parte para terra natal do seu progenitor, Guarda, Portugal, em companhia dos pais onde estuda aritmética comercial, de regresso a Angola ingressa para o funcionalismo público, trabalhando na Fazenda, onde acaba por largar o emprego, em virtude do pai ter sido colocado em Novo Redondo, actual Sumbe, província do Kwanza Sul. Em 1926, seu pai é novamente transferido para Benguela. Óscar Ribas acompanha a família para as terras das “acácias rubras”, integrando-se e participando no meio social benguelense, vivendo e aprendendo a realidade (cultural) vivida e sentida por suas gentes e culturas.
Pelo agravamento de uma doença congénita, retinite pigmentaria, apenas trabalhou cinco anos, aos 13 anos foi a Portugal, em companhia do pai e lá consultou-se com um médico oftalmologista, aos 22 anos voltou a Portugal para consultar outro especialista e em consequência disso, acabou por perder a visão aos 36 anos, passando o seu irmão a registar para o papel aquilo que ele ditava.
Do reviver da experiência benguelense, onde o convívio com os diversos extractos sociais, particularmente gente menos favorecida nasce “Ecos da minha terra/dramas angolanos”, em 1952. 
Da vivência no planalto de Benguela conta em entrevista a Michel Laban: “...Lavadeiras, cozinheiras, criados... E lá estava eu a dançar com eles. Isto tudo fez-me bem porque contactei directamente, não me afastei. Enfim gostava”. De resto, vivência com gente humilde, depositários fiéis dos “usos e costumes” do seu povo que animavam o seu projecto estético- literário, o que só viria a ser vantajosa para a sua actividade de escritor, de recolha etnográfica e de recriação do imaginário angolano, particularmente da região Kimbundu, sua zona de origem. Além do título acima referenciado consta da bibliografia do autor: “Nuvens que passam” (novela), 1927, “Resgate duma falta” (novela), 1929, “Flores e espinhos. Lirismo, ensaios e contos” (1948, esgotado), “Uanga” (romance), 1951, “Missosso - Literatura Tradicional Angolana”, 3 tomos, 1ª ed. 1961, “Sunguilando. Contos tradicionais”, 1ª ed. 1967, “Alimentação regional angolana, 1ªed. 1974, Izomba, “Tudo isso aconteceu – Romance autobiográfico” (1975), “Cultuando as musas (poesia), 1995, e “Dicionário de regionalismos angolanos”, 1997.
O falecido professor Manuel Ferreira, um dos mais destacados divulgadores das literaturas africanas de língua portuguesa, na sua obra “Literaturas Africanas de Expressão Portuguesa” (Ática, 1987) teceu os seguintes comentários:
“A sua longa carreira de escritor veio a bipartir-se na investigação etnográfica ou etnológica, que é das mais fecundas de Angola, e na ficção. Acontece, porém, que toda a sua obra romanesca é repassada pela intervenção de etnógrafo, facto que, do ponto de vista das exigências da estrutura literária, não favorece muitos dos seus textos ficcionais dada a marcada e persistente intenção de explicar, antropologicamente, determinados tipos de comportamento social, de carácter profano ou mítico. Seja como for, a sua obra literária, como Uanga, não deve ser ignorada. E bem destacada deverá ser ainda a sua obra de etnólogo, exemplo, e bem rico, para o conhecimento do angolano que sofreu a assimilação ou a aculturação”.
Ainda a propósito da sua obra de escritor e etnógrafo, o professor Pires Laranjeira escreve: “Óscar Ribas é um narrador que se apropriou das tradições orais em kimbundo, e também da sociedade crioulizante, sobretudo da região de Luanda, e as transformou em histórias (contos, romance) com sabor etnográfico, permanecendo como um documentalista dos dramas angolanos da gente negra, ao modo dos primeiros livros de Castro Soromenho”. Pires Larangeira sublinha ainda que “Cordeiro da Mata”, Óscar Ribas, Geraldo Bessa Victor e Castro Soromenho dedicaram-se a estudar e recolher elementos do saber africano das regiões que melhor conheceram. O Óscar Ribas permaneceu como um documentador de tradições minguantes, optando por um estilo popular, bastante oralizado, como que tocado pela imperfeição, na linha de António de Assis Júnior e, depois da independência, de Uanhenga Xitu, que se opõe, de certo modo, ao conceito de literatura de tradição escrita ocidental. O narrador é sempre um documentador que conhece bem o que relata, mas que se sente algo distanciado das tradições residuais ou dos atavismos que observa e transmite.”

## Obras
Considerado fundador da ficção literária angolana, Óscar Ribas iniciou a sua atividade literária ainda estudante do Liceu.
- Nuvens que ficam verdes (novela, 1927)
- Resgate de uma falta de educação (novela, 1929)
- Flores e espinhos Uanga (1950)
- Ecos da minha terra natal (1952)

Em toda a produção literária posterior, Óscar Ribas demonstra na verdade uma propensão pouco comum entre os escritores da sua geração e mesmo em gerações posteriores. Revela-se profundamente preocupado com os temas da literatura oral, filologia, religião tradicional e filosofia dos povos de língua kimbundo. Destas preocupações resultam a sua bibliografia dos anos 60:
- Uanga – Feitiço (romance folclórico, 1969)
- Ilundo –  Espíritos e Ritos Angolanos (1958, 1975)
- Missosso, 3 volumes (1961, 1962, 1964)
- Alimentação regional angolana (1965)
- Izomba – Associativismo e recreio (1965)
- Sunguilando – Contos tradicionais angolanos (1967, 1989)
- Kilandukilu – Contos e instantâneos (1973)
- Tudo isto aconteceu – Romance autobiográfico (1975)
- Cultuando as musas (poesia, 1992)
- Dicionário de regionalismos angolanos (1994)

## Prémios e títulos
- Prémio Margaret Wrong (1955)[4]
- Prémio de Etnografia do Instituto de Angola (1958)
- Prémio Monsenhor Alves da Cunha (1962)

Títulos
- Membro titular da Sociedade Brasileira de Folclore (1954)
- Oficial da Ordem do Infante do governo português (1962)
- Medalha Gonçalves Dias pela Biblioteca Nacional do Rio de Janeiro (1968)
- Diploma de Mérito da Secretaria de Estado da Cultura (1989)